# Cochrane (distrito)
O Distrito de Cochrane é uma região administrativa da província canadense de Ontário. Sua capital é Cochrane.